# Potis hamn
Potis hamn är Georgiens största hamn. Den ligger vid Svarta havet och är en knutpunkt för den internationella handeln med Georgien, Armenien och Azerbajdzjan. Hamnen har direkta färjeförbindelser med hamnar i Ukraina, Ryssland och Bulgarien och är ansluten till Georgiens järnvägsnät.
Den första hamnen byggdes omkring 600 f.Kr. när området var en grekisk koloni, men det var först under Kejsardömet Ryssland i mitten av 1700-talet som en modern hamn anlades. Den utvidgades flera gånger och 1941 förlade Ryssland en del av sin svartahavsflotta här. Efter Sovjetunionens kollaps flyttades flottbasen till Batumi och den georgiska flottan flyttade till Potis hamn.
Hamnen attackerades av ryska styrkor och bombades av ryska flygplan under kriget i Georgien 2008. Flera fartyg sänktes och  delar av hamnen skadades. I april 2008 såldes delar av hamnen till ett investmentbolag, ägt av emiratet Ras al-Khayma i Förenade Arabemiraten, som ville utveckla den till ett frihandelsområde.. Året efter köpte investmentbolaget hela hamnen, men efter den ekonomiska krisen i Dubai 2009 beslöt emiratet att sälja delar av hamnen igen.
Idag ägs 80 % av Potis hamn av APM Terminals, ett dotterbolag till A.P. Møller-Mærsk A/S. Hamnen har en kapacitet på 500 000 TEU men  år 2020 offentliggjordes planer på att bygga ut den till en djupvattenhamn och öka kapaciteten till det dubbla. Projektet beräknas vara klart år 2022.